# Petra Molnárová
Petra Molnárová (* 5. říjen 1986 Bratislava) je slovenská herečka. Je sestrou — dvojčetem herečky Lucie Molnárové.

## Filmografie
- Tři životy (2007)
- Kutyil s. r. o. (2008)
- Santiniho jazyk (2010)
- Nesmrteľní (2010)
- Westernstory (2011)